# Lodewijk van Frankrijk (1729-1765)
Lodewijk Ferdinand, dauphin van Frankrijk (Frans: Louis-Ferdinand de France) (Kasteel van Versailles, 4 september 1729 — Kasteel van Fontainebleau, 20 december 1765) was de oudste - en tevens de enige die zijn jeugd overleefde - zoon van koning Lodewijk XV van Frankrijk en koningin Maria Leszczyńska. Hij werd de vader van drie Franse koningen: Lodewijk XVI, Lodewijk XVIII en Karel X.

## Jeugdjaren
Lodewijk werd geboren in het kasteel van Versailles. De geboorte van een erfgenaam voor de troon was lang verwacht sinds de tragische dood van vele leden van de Franse koninklijke familie rond 1710. Rond die tijd stierven onder andere een Lodewijk, de grote dauphin, een andere Lodewijk, hertog van Bourgondië en zijn jong gestorven oom, ook met de naam Lodewijk. Toen de derde zwangerschap van Maria Leszczyńska resulteerde in een zoon in 1729 was er bij het Franse volk grote vreugde. In alle belangrijke steden van Frankrijk was er vuurwerk. In Rome en aan andere Europese hoven waren ook feesten ter ere van de Franse troonopvolger. Omdat hij de erfgenaam was van de Franse troon kreeg hij de traditionele titel 'dauphin van Frankrijk'.
Volgens de gewoonte van de Franse koninklijke familie werd Lodewijk Ferdinand privé en zonder een naam door kardinaal Armand de Rohan gedoopt. Op 27 april 1737 toen hij zeven jaar oud was, vond er een openbare doop plaats. Het was tijdens deze ceremonie dat hij de naam Lodewijk kreeg. Zijn peetouders waren Lodewijk, hertog van Orléans (Lodewijk van Orléans) en de douairière hertogin van Bourbon (weduwe van Lodewijk III van Bourbon-Condé).

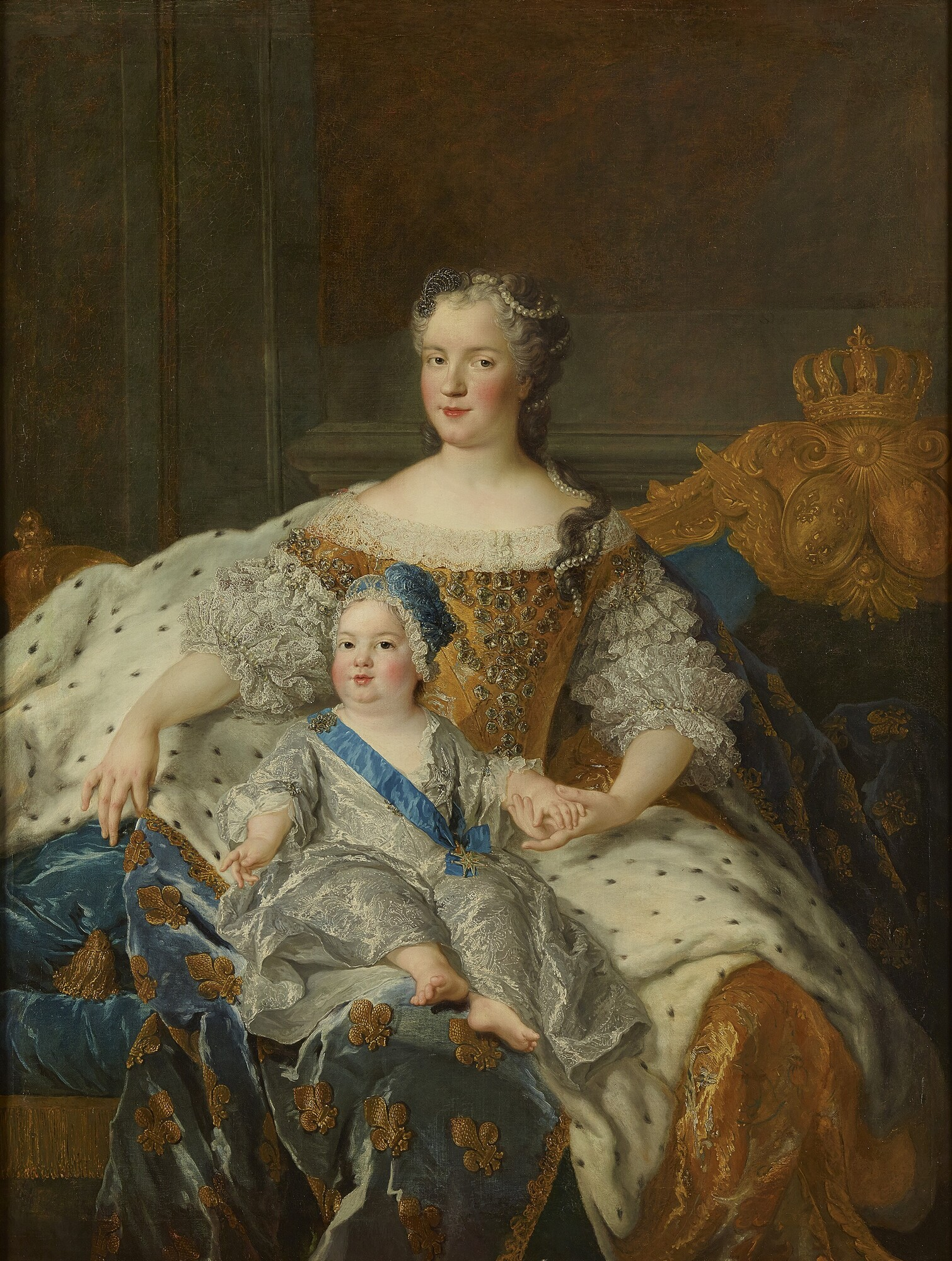
Lodewijk Ferdinand en zijn moeder koningin Maria Leszczyńska

Lodewijk kreeg dezelfde gouvernante als zijn vader, negentien jaar daarvoor, de bejaarde hertogin de Ventadour. Toen hij zeven jaren oud was, werd de hertog van Châtillon zijn gouverneur, de Graaf van Muy werd benoemd tot tweede gouverneur en Jean François Boyer, de vroegere bisschop van Mirepoix, werd tot leermeester benoemd.
Vanaf jonge leeftijd had Lodewijk een grote interesse in militaire kunst. Hij werd bitter teleurgesteld toen zijn vader hem niet toestond deel te nemen aan een campagne in 1744 tijdens de Oostenrijkse Successieoorlog. Toen zijn vader ziek werd in Metz en er voor diens leven gevreesd werd, gehoorzaamde Lodewijk zijn vader niet en hij zocht, in plaats van de regeringszaken op zich te nemen, zijn vader op. Zijn overhaaste actie, die in de dood van zowel Lodewijk Ferdinand als zijn vader had kunnen resulteren, resulteerde in een permanente verandering in de relaties tussen vader en zoon. Tot aan die gebeurtenis was de relatie tussen Lodewijk XV en zijn zoon goed en erg hecht, maar doordat de dauphin de monarchie in gevaar had gebracht, was deze relatie vanaf dat moment tot Lodewijks dood erg slecht.
Lodewijk Ferdinand had drie oudere zussen: Louise Elisabeth (1727-1759), Henriëtte Anne (1727-1752) (tweelingzussen) en Marie Louise (1728-1733). Hij had ook vijf jongere zusjes: Adélaïde (1732-1800), Victoire (1733-1799), Sophie (1734-1782), Thérèse (1736-1744) en Louise Marie (1737-1787). Hij had één jongere broer: Philippe Lodewijk (1730-1733), die echter jong overleed.

## Eerste huwelijk
In 1744 onderhandelde Lodewijk XV over een huwelijk voor zijn vijftien jaar oude zoon en de negentien jaar oude infante Maria Theresia van Spanje (1726-1746), dochter van koning Filips V van Spanje en diens Italiaanse vrouw, koningin Elisabetta Farnese. Het huwelijkscontract werd op 13 december 1744 ondertekend; het huwelijk werd door volmacht in Madrid gesloten op 18 december 1744 en in persoon te Versailles op 23 februari 1745 gevierd. Zij hadden één dochter:
- Maria Theresia (19 juli 1746 – 27 april 1748). Door haar geboorte kreeg zij de titel Madame Royale. Direct na haar geboorte kreeg Madame de Tallard de zorg van haar opvoeding in handen.[bron?]

Als kleindochter van de Franse koning kreeg zij als achternaam de France en niet de Bourbon. De Bourbon werd vooral gebruikt door de prinsen van den Bloede. Als kleindochter van Frankrijk kreeg zij de aanspreektitel Hare Koninklijke Hoogheid. Ze stierf heel plots, nog geen twee jaar oud. Vlak voor haar dood werd ze gedoopt, en kreeg ze de naam Maria Theresia, de naam van haar moeder. Ze werd bijgezet in de Kathedraal van Saint-Denis.
Drie dagen na de geboorte van hun dochter stierf Lodewijks vrouw, Maria Theresia op 22 juli 1746. Lodewijk Ferdinand was, amper zestien jaren oud, een weduwnaar.
In 1746 ontving Lodewijk de Orde van het Gulden Vlies van zijn schoonvader de Spaanse koning Filips V.

## Tweede huwelijk

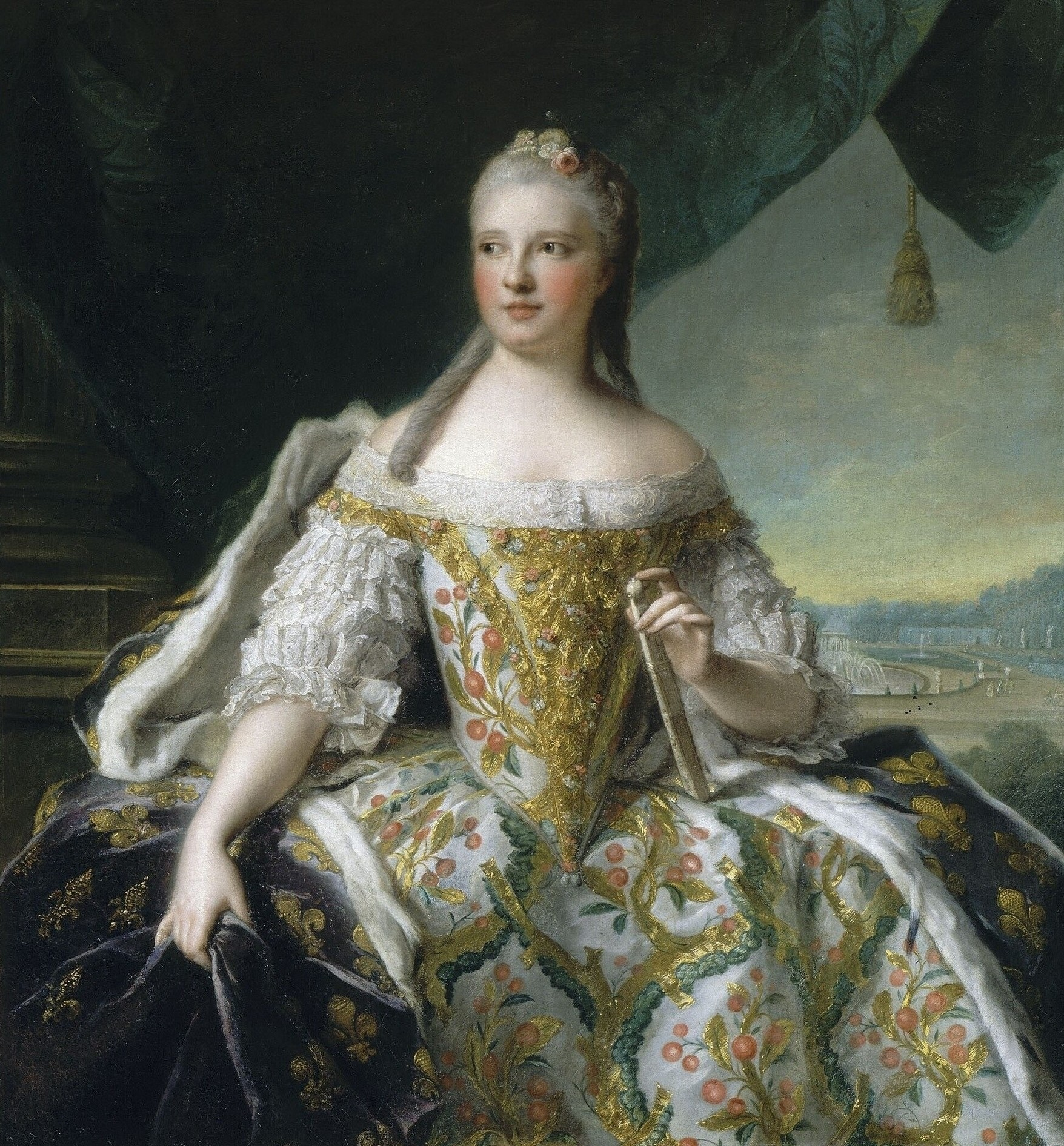
Lodewijks tweede vrouw, prinses Maria Josepha van Saksen

Op 10 januari 1747 hertrouwde Lodewijk bij volmacht in Dresden met prinses Maria Josepha van Saksen, de vijftien jaar jonge dochter van Frederik Augustus II, keurvorst van Saksen en koning van Polen en aartshertogin Maria Josepha van Oostenrijk. Een tweede huwelijksceremonie vond plaats in Versailles op 9 februari 1747.
Lodewijk en Maria Josepha kregen negen kinderen, van wie de eerste vier jong stierven:
- Marie Zéphyrine (26 augustus 1750 – 2 september 1755)
- Lodewijk Jozef Xavier (13 september 1751 – 22 maart 1761)
- Een dochter (1752), doodgeboren
- Xavier Marie Joseph (8 september 1753 – 22 februari 1754)
- Lodewijk Auguste (23 augustus 1754 – 21 januari 1793), de latere koning Lodewijk XVI
- Lodewijk Stanislaus (17 november 1755 – 16 september 1824), de latere koning Lodewijk XVIII
- Karel Filips (9 oktober 1757 – 6 november 1836), de latere koning Karel X
- Marie Clothilde (23 september 1759 – 7 maart 1802), gehuwd met koning Karel Emanuel IV van Sardinië
- Elisabeth (3 mei 1764 – 10 mei 1794)

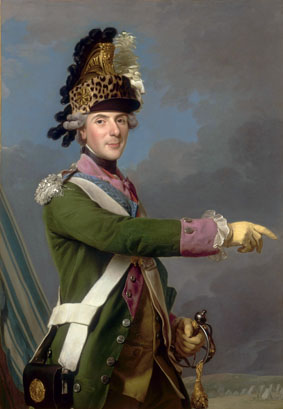
Een portret van Lodewijk gemaakt door de beroemde Zweedse schilder Alexander Roslin. De prins was al erg vermagerd en stond voor zijn dood.

## Persoonlijkheid en politieke rol
Lodewijk Ferdinand was vrij stevig. Hij werd goed opgevoed: een leergierige man, gecultiveerd en een groot liefhebber van muziek, hij had liever een goed gesprek dan dat hij ging jagen (een wereld van verschil met zijn vader, Lodewijk XV, en zijn zoon, Lodewijk XVI, die wel een zwak hadden voor jagen). Ook ging hij liever niet naar een bal of andere feestjes. Met een scherpe zin voor redelijkheid was hij heel erg toegewijd aan zijn vrouw, Maria Josepha, en zij aan hem. Hij was erg vroom en een vurige aanhanger van de jezuïeten, zoals zijn moeder en zussen, en werd door hen geleid deel te nemen aan de Heilig Hartverering. Hij was in de ogen van zijn zusters en moeder het ideale beeld van een christelijke prins, in scherp contrast met hun vader die een beruchte vrouwenjager was.
Hij werd door zijn vader buiten de regeringszaken gehouden en onder meer daardoor was Lodewijk het middelpunt van de dévots, een groep van godsdienstige mannen die de weg hoopte vrij te maken voor Lodewijk naar de absolute macht en de troon van Frankrijk.

## Overlijden
Lodewijk stierf aan tuberculose in Fontainebleau op 20 december 1765, op de leeftijd van 36 jaar, terwijl zijn vader nog leefde; hij werd dus nooit koning van Frankrijk. Zijn moeder, koningin Maria Leszczyńska, en zijn grootvader aan moederskant, Stanislaus Leszczyński, voormalig koning van Polen, overleefden hem ook. Zijn oudste zoon die zijn jeugd overleefde was Lodewijk August, hertog van Berry; hij werd de nieuwe Dauphin en later, na het overlijden van zijn grootvader Lodewijk XV in 1774, koning van Frankrijk onder de naam Lodewijk XVI. Lodewijk Ferdinands tweede echtgenote Maria Josepha stierf op 13 maart 1767.
Lodewijk Ferdinand ligt begraven in de Kathedraal van Sens. Zijn hart werd bijgezet in de Kathedraal van Saint-Denis.

## Kwartierstaat (voorouders)
| Lodewijk van Frankrijk (1661-1711)         | Lodewijk van Frankrijk (1661-1711)         | Lodewijk van Frankrijk (1661-1711)         | Lodewijk van Frankrijk (1661-1711)         | Lodewijk van Frankrijk (1661-1711)         | Lodewijk van Frankrijk (1661-1711)         | Maria Anna Victoria van Beieren (1660-1690) | Maria Anna Victoria van Beieren (1660-1690) | Maria Anna Victoria van Beieren (1660-1690) | Maria Anna Victoria van Beieren (1660-1690) | Maria Anna Victoria van Beieren (1660-1690) | Maria Anna Victoria van Beieren (1660-1690) |                                          |                                          | Victor Amadeus II van Sardinië (1666-1732) | Victor Amadeus II van Sardinië (1666-1732) | Victor Amadeus II van Sardinië (1666-1732) | Victor Amadeus II van Sardinië (1666-1732) | Victor Amadeus II van Sardinië (1666-1732) | Victor Amadeus II van Sardinië (1666-1732) | Anne Marie van Orléans (1669-1728)    | Anne Marie van Orléans (1669-1728)    | Anne Marie van Orléans (1669-1728) | Anne Marie van Orléans (1669-1728) | Anne Marie van Orléans (1669-1728)       | Anne Marie van Orléans (1669-1728)       |                                          |                                          | Rafał Leszczyński (1650–1703)            | Rafał Leszczyński (1650–1703)            | Rafał Leszczyński (1650–1703) | Rafał Leszczyński (1650–1703) | Rafał Leszczyński (1650–1703)      | Rafał Leszczyński (1650–1703)      | Anna Leszczyńska (1660–1727)       | Anna Leszczyńska (1660–1727)       | Anna Leszczyńska (1660–1727)       | Anna Leszczyńska (1660–1727)       | Anna Leszczyńska (1660–1727)  | Anna Leszczyńska (1660–1727)  |                                             |                                             | Jan Karol Opaliński (1642-1695)             | Jan Karol Opaliński (1642-1695)             | Jan Karol Opaliński (1642-1695)             | Jan Karol Opaliński (1642-1695)             | Jan Karol Opaliński (1642-1695) | Jan Karol Opaliński (1642-1695) | Zofia Czarnkowska (1660-1701)   | Zofia Czarnkowska (1660-1701)   | Zofia Czarnkowska (1660-1701) | Zofia Czarnkowska (1660-1701) | Zofia Czarnkowska (1660-1701) | Zofia Czarnkowska (1660-1701) |  |  |  |  |  |  |  |  |  |  |  |  |  |  |  |  |  |  |  |  |  |  |  |  |  |  |  |  |  |  |  |  |  |  |  |  |  |  |  |  |  |  |  |  |  |  |  |  |
| Lodewijk van Frankrijk (1661-1711)         | Lodewijk van Frankrijk (1661-1711)         | Lodewijk van Frankrijk (1661-1711)         | Lodewijk van Frankrijk (1661-1711)         | Lodewijk van Frankrijk (1661-1711)         | Lodewijk van Frankrijk (1661-1711)         | Maria Anna Victoria van Beieren (1660-1690) | Maria Anna Victoria van Beieren (1660-1690) | Maria Anna Victoria van Beieren (1660-1690) | Maria Anna Victoria van Beieren (1660-1690) | Maria Anna Victoria van Beieren (1660-1690) | Maria Anna Victoria van Beieren (1660-1690) |                                          |                                          | Victor Amadeus II van Sardinië (1666-1732) | Victor Amadeus II van Sardinië (1666-1732) | Victor Amadeus II van Sardinië (1666-1732) | Victor Amadeus II van Sardinië (1666-1732) | Victor Amadeus II van Sardinië (1666-1732) | Victor Amadeus II van Sardinië (1666-1732) | Anne Marie van Orléans (1669-1728)    | Anne Marie van Orléans (1669-1728)    | Anne Marie van Orléans (1669-1728) | Anne Marie van Orléans (1669-1728) | Anne Marie van Orléans (1669-1728)       | Anne Marie van Orléans (1669-1728)       |                                          |                                          | Rafał Leszczyński (1650–1703)            | Rafał Leszczyński (1650–1703)            | Rafał Leszczyński (1650–1703) | Rafał Leszczyński (1650–1703) | Rafał Leszczyński (1650–1703)      | Rafał Leszczyński (1650–1703)      | Anna Leszczyńska (1660–1727)       | Anna Leszczyńska (1660–1727)       | Anna Leszczyńska (1660–1727)       | Anna Leszczyńska (1660–1727)       | Anna Leszczyńska (1660–1727)  | Anna Leszczyńska (1660–1727)  |                                             |                                             | Jan Karol Opaliński (1642-1695)             | Jan Karol Opaliński (1642-1695)             | Jan Karol Opaliński (1642-1695)             | Jan Karol Opaliński (1642-1695)             | Jan Karol Opaliński (1642-1695) | Jan Karol Opaliński (1642-1695) | Zofia Czarnkowska (1660-1701)   | Zofia Czarnkowska (1660-1701)   | Zofia Czarnkowska (1660-1701) | Zofia Czarnkowska (1660-1701) | Zofia Czarnkowska (1660-1701) | Zofia Czarnkowska (1660-1701) |  |  |  |  |  |  |  |  |  |  |  |  |  |  |  |  |  |  |  |  |  |  |  |  |  |  |  |  |  |  |  |  |  |  |  |  |  |  |  |  |  |  |  |  |  |  |  |  |
|                                            |                                            |                                            |                                            |                                            |                                            |                                             |                                             |                                             |                                             |                                             |                                             |                                          |                                          |                                            |                                            |                                            |                                            |                                            |                                            |                                       |                                       |                                    |                                    |                                          |                                          |                                          |                                          |                                          |                                          |                               |                               |                                    |                                    |                                    |                                    |                                    |                                    |                               |                               |                                             |                                             |                                             |                                             |                                             |                                             |                                 |                                 |                                 |                                 |                               |                               |                               |                               |  |  |  |  |  |  |  |  |  |  |  |  |  |  |  |  |  |  |  |  |  |  |  |  |  |  |  |  |  |  |  |  |  |  |  |  |  |  |  |  |  |  |  |  |  |  |  |  |
|                                            |                                            |                                            |                                            | Lodewijk van Frankrijk (1682-1712)         | Lodewijk van Frankrijk (1682-1712)         | Lodewijk van Frankrijk (1682-1712)          | Lodewijk van Frankrijk (1682-1712)          | Lodewijk van Frankrijk (1682-1712)          | Lodewijk van Frankrijk (1682-1712)          |                                             |                                             |                                          |                                          |                                            |                                            | Maria Adelheid van Savoye (1685-1712)      | Maria Adelheid van Savoye (1685-1712)      | Maria Adelheid van Savoye (1685-1712)      | Maria Adelheid van Savoye (1685-1712)      | Maria Adelheid van Savoye (1685-1712) | Maria Adelheid van Savoye (1685-1712) |                                    |                                    |                                          |                                          |                                          |                                          |                                          |                                          |                               |                               | Stanislaus Leszczyński (1677-1766) | Stanislaus Leszczyński (1677-1766) | Stanislaus Leszczyński (1677-1766) | Stanislaus Leszczyński (1677-1766) | Stanislaus Leszczyński (1677-1766) | Stanislaus Leszczyński (1677-1766) |                               |                               |                                             |                                             |                                             |                                             | Catharina Opalińska (1680-1747)             | Catharina Opalińska (1680-1747)             | Catharina Opalińska (1680-1747) | Catharina Opalińska (1680-1747) | Catharina Opalińska (1680-1747) | Catharina Opalińska (1680-1747) |                               |                               |                               |                               |  |  |  |  |  |  |  |  |  |  |  |  |  |  |  |  |  |  |  |  |  |  |  |  |  |  |  |  |  |  |  |  |  |  |  |  |  |  |  |  |  |  |  |  |  |  |  |  |
|                                            |                                            |                                            |                                            | Lodewijk van Frankrijk (1682-1712)         | Lodewijk van Frankrijk (1682-1712)         | Lodewijk van Frankrijk (1682-1712)          | Lodewijk van Frankrijk (1682-1712)          | Lodewijk van Frankrijk (1682-1712)          | Lodewijk van Frankrijk (1682-1712)          |                                             |                                             |                                          |                                          |                                            |                                            | Maria Adelheid van Savoye (1685-1712)      | Maria Adelheid van Savoye (1685-1712)      | Maria Adelheid van Savoye (1685-1712)      | Maria Adelheid van Savoye (1685-1712)      | Maria Adelheid van Savoye (1685-1712) | Maria Adelheid van Savoye (1685-1712) |                                    |                                    |                                          |                                          |                                          |                                          |                                          |                                          |                               |                               | Stanislaus Leszczyński (1677-1766) | Stanislaus Leszczyński (1677-1766) | Stanislaus Leszczyński (1677-1766) | Stanislaus Leszczyński (1677-1766) | Stanislaus Leszczyński (1677-1766) | Stanislaus Leszczyński (1677-1766) |                               |                               |                                             |                                             |                                             |                                             | Catharina Opalińska (1680-1747)             | Catharina Opalińska (1680-1747)             | Catharina Opalińska (1680-1747) | Catharina Opalińska (1680-1747) | Catharina Opalińska (1680-1747) | Catharina Opalińska (1680-1747) |                               |                               |                               |                               |  |  |  |  |  |  |  |  |  |  |  |  |  |  |  |  |  |  |  |  |  |  |  |  |  |  |  |  |  |  |  |  |  |  |  |  |  |  |  |  |  |  |  |  |  |  |  |  |
|                                            |                                            |                                            |                                            |                                            |                                            |                                             |                                             |                                             |                                             | Lodewijk XV van Frankrijk (1710-1774)       | Lodewijk XV van Frankrijk (1710-1774)       | Lodewijk XV van Frankrijk (1710-1774)    | Lodewijk XV van Frankrijk (1710-1774)    | Lodewijk XV van Frankrijk (1710-1774)      | Lodewijk XV van Frankrijk (1710-1774)      |                                            |                                            |                                            |                                            |                                       |                                       |                                    |                                    |                                          |                                          |                                          |                                          |                                          |                                          |                               |                               |                                    |                                    |                                    |                                    |                                    |                                    | Maria Leszczyńska (1703-1768) | Maria Leszczyńska (1703-1768) | Maria Leszczyńska (1703-1768)               | Maria Leszczyńska (1703-1768)               | Maria Leszczyńska (1703-1768)               | Maria Leszczyńska (1703-1768)               |                                             |                                             |                                 |                                 |                                 |                                 |                               |                               |                               |                               |  |  |  |  |  |  |  |  |  |  |  |  |  |  |  |  |  |  |  |  |  |  |  |  |  |  |  |  |  |  |  |  |  |  |  |  |  |  |  |  |  |  |  |  |  |  |  |  |
|                                            |                                            |                                            |                                            |                                            |                                            |                                             |                                             |                                             |                                             | Lodewijk XV van Frankrijk (1710-1774)       | Lodewijk XV van Frankrijk (1710-1774)       | Lodewijk XV van Frankrijk (1710-1774)    | Lodewijk XV van Frankrijk (1710-1774)    | Lodewijk XV van Frankrijk (1710-1774)      | Lodewijk XV van Frankrijk (1710-1774)      |                                            |                                            |                                            |                                            |                                       |                                       |                                    |                                    |                                          |                                          |                                          |                                          |                                          |                                          |                               |                               |                                    |                                    |                                    |                                    |                                    |                                    | Maria Leszczyńska (1703-1768) | Maria Leszczyńska (1703-1768) | Maria Leszczyńska (1703-1768)               | Maria Leszczyńska (1703-1768)               | Maria Leszczyńska (1703-1768)               | Maria Leszczyńska (1703-1768)               |                                             |                                             |                                 |                                 |                                 |                                 |                               |                               |                               |                               |  |  |  |  |  |  |  |  |  |  |  |  |  |  |  |  |  |  |  |  |  |  |  |  |  |  |  |  |  |  |  |  |  |  |  |  |  |  |  |  |  |  |  |  |  |  |  |  |
|                                            |                                            |                                            |                                            |                                            |                                            |                                             |                                             |                                             |                                             |                                             |                                             |                                          |                                          |                                            |                                            |                                            |                                            |                                            |                                            |                                       |                                       |                                    |                                    |                                          |                                          |                                          |                                          |                                          |                                          |                               |                               |                                    |                                    |                                    |                                    |                                    |                                    |                               |                               |                                             |                                             |                                             |                                             |                                             |                                             |                                 |                                 |                                 |                                 |                               |                               |                               |                               |  |  |  |  |  |  |  |  |  |  |  |  |  |  |  |  |  |  |  |  |  |  |  |  |  |  |  |  |  |  |  |  |  |  |  |  |  |  |  |  |  |  |  |  |  |  |  |  |
|                                            |                                            |                                            |                                            |                                            |                                            |                                             |                                             |                                             |                                             |                                             |                                             |                                          |                                          |                                            |                                            |                                            |                                            |                                            |                                            |                                       |                                       |                                    |                                    |                                          |                                          |                                          |                                          |                                          |                                          |                               |                               |                                    |                                    |                                    |                                    |                                    |                                    |                               |                               |                                             |                                             |                                             |                                             |                                             |                                             |                                 |                                 |                                 |                                 |                               |                               |                               |                               |  |  |  |  |  |  |  |  |  |  |  |  |  |  |  |  |  |  |  |  |  |  |  |  |  |  |  |  |  |  |  |  |  |  |  |  |  |  |  |  |  |  |  |  |  |  |  |  |
| Louise Elisabeth van Frankrijk (1727-1759) | Louise Elisabeth van Frankrijk (1727-1759) | Louise Elisabeth van Frankrijk (1727-1759) | Louise Elisabeth van Frankrijk (1727-1759) | Louise Elisabeth van Frankrijk (1727-1759) | Louise Elisabeth van Frankrijk (1727-1759) |                                             |                                             | Henriëtte Anne van Frankrijk (1727-1752)    | Henriëtte Anne van Frankrijk (1727-1752)    | Henriëtte Anne van Frankrijk (1727-1752)    | Henriëtte Anne van Frankrijk (1727-1752)    | Henriëtte Anne van Frankrijk (1727-1752) | Henriëtte Anne van Frankrijk (1727-1752) |                                            |                                            | Lodewijk van Frankrijk (1729-1765)         | Lodewijk van Frankrijk (1729-1765)         | Lodewijk van Frankrijk (1729-1765)         | Lodewijk van Frankrijk (1729-1765)         | Lodewijk van Frankrijk (1729-1765)    | Lodewijk van Frankrijk (1729-1765)    |                                    |                                    | Marie Adélaïde van Frankrijk (1732−1800) | Marie Adélaïde van Frankrijk (1732−1800) | Marie Adélaïde van Frankrijk (1732−1800) | Marie Adélaïde van Frankrijk (1732−1800) | Marie Adélaïde van Frankrijk (1732−1800) | Marie Adélaïde van Frankrijk (1732−1800) |                               |                               | Victoire van Frankrijk (1733−1799) | Victoire van Frankrijk (1733−1799) | Victoire van Frankrijk (1733−1799) | Victoire van Frankrijk (1733−1799) | Victoire van Frankrijk (1733−1799) | Victoire van Frankrijk (1733−1799) |                               |                               | Sophie Philippine van Frankrijk (1734−1782) | Sophie Philippine van Frankrijk (1734−1782) | Sophie Philippine van Frankrijk (1734−1782) | Sophie Philippine van Frankrijk (1734−1782) | Sophie Philippine van Frankrijk (1734−1782) | Sophie Philippine van Frankrijk (1734−1782) |                                 |                                 | 1 broer en 3 zusters            | 1 broer en 3 zusters            | 1 broer en 3 zusters          | 1 broer en 3 zusters          | 1 broer en 3 zusters          | 1 broer en 3 zusters          |  |  |  |  |  |  |  |  |  |  |  |  |  |  |  |  |  |  |  |  |  |  |  |  |  |  |  |  |  |  |  |  |  |  |  |  |  |  |  |  |  |  |  |  |  |  |  |  |